# Championnat de France féminin de football de deuxième division 2007-2008
Navigation
Édition précédente Édition suivante
La Division 2 2007-2008  est la 20e édition du championnat de France féminin de football de seconde division. 
Le deuxième niveau du championnat féminin oppose vingt clubs français répartis en deux groupes de dix clubs, en une série de dix-huit rencontres jouées durant la saison de football. En fin de saison, les deux meilleures équipes de chaque groupe s'affrontent lors d'un tournoi final, où chaque équipe affronte une seule fois les trois autres.
Les deux clubs finissant aux premières places du tournoi final montent en Division 1 lors de la saison suivante alors que les derniers clubs de chaque groupe sont relégués en Division 3.
Lors de l'exercice précédent, l'US Compiègne et le FCF Condéen ont été relégués après avoir fini aux deux dernières places de première division. L'ASPTT Albi, l'ES Cormelles-le-Royal, l'US Gravelines, l'AS Montigny et l'ASC Saint-Apollinaire ont, quant à eux, gagné le droit d'évoluer dans ce championnat après avoir remporté le tournoi final de troisième division. Il faut noter que s'il y a cinq promus pour seulement quatre relégués la saison passée, c'est pour compenser la montée de l'Évreux AC qui est promu en remplacement du CNFE Clairefontaine qui évoluait jusqu'à présent en première division.
La compétition est remportée par le FCF Nord Allier Yzeure qui est promu en compagnie du FCF Condéen. Dans le bas du classement, le ES Cormelles-le-Royal et le Blanc-Mesnil SF sont relégués en troisième division. Il faut noter qu'il n'y a que deux relégués pour six promus lors de cette saison afin d'augmenter le nombre de clubs en deuxième division pour l'édition suivante.

## Participants
Ce tableau présente les vingt équipes qualifiées pour disputer le championnat 2007-2008. On y trouve le nom des clubs, la date de création du club, l'année de la dernière accession à cette division, leur classement de la saison précédente, le nom des stades ainsi que la capacité de ces derniers.
Le championnat comprend deux groupes de dix équipes.
Légende des couleurs
- Relégué de Division 1.
- Promu de Division 3.

| \| FCF Condéen US Compiègne Saint-Memmie Ol. Tours FC Le Mans UC Saint-Herblain OC CPBB Rennes ASF Les Verchers US Gravelines ES Cormelles-le-Royal \| Localisation des clubs engagés dans le groupe A du championnat. |
| FCF Condéen US Compiègne Saint-Memmie Ol. Tours FC Le Mans UC Saint-Herblain OC CPBB Rennes ASF Les Verchers US Gravelines ES Cormelles-le-Royal                                                                       |

| Nom du club            | Date de création | Dernière accession | Classement 2006-2007 | Stade                          | Capacité |
| ---------------------- | ---------------- | ------------------ | -------------------- | ------------------------------ | -------- |
| FCF Condéen            | 1978             | 2007               | D1                   | Stade Robert Gossart           | -        |
| US Compiègne           | 1988             | 2007               | D1                   | Stade de Mercières             | -        |
| Saint-Memmie Olympique | -                | 2006               | 1 (Gr A)             | Stade Déborah Jeannet          | -        |
| Tours FC               | -                | 2002               | 3 (Gr A)             | Stade de la Vallée du Cher (A) | -        |
| Le Mans UC             | 1983             | 2004               | 5 (Gr A)             | Stade Léon-Bollée (Annexe)     | 4 000    |
| Saint-Herblain OC      | 1973             | 2003               | 6 (Gr A)             | Stade Val de Chézine           | 300      |
| CPBB Rennes            | 1987             | 2005               | 7 (Gr A)             | Complexe sportif Bréquigny     | -        |
| ASF Les Verchers       | -                | 2006               | 8 (Gr A)             | -                              | -        |
| US Gravelines          | -                | 2007               | D3                   | Stade des Huttes               | -        |
| ES Cormelles-le-Royal  | 1992             | 2007               | D3                   | Stade Municipal                | -        |

| \| CS Mars Bischheim I COM Bagneux VGA Saint-Maur FCF Nord Allier Yzeure FCF Monteux Aulnat Sportif Blanc-Mesnil SF ASPTT Albi AS Montigny ASC Saint-Apollinaire \| Localisation des clubs engagés dans le groupe B du championnat. |
| CS Mars Bischheim I COM Bagneux VGA Saint-Maur FCF Nord Allier Yzeure FCF Monteux Aulnat Sportif Blanc-Mesnil SF ASPTT Albi AS Montigny ASC Saint-Apollinaire                                                                       |

| Nom du club            | Date de création | Dernière accession | Classement 2006-2007 | Stade                        | Capacité |
| ---------------------- | ---------------- | ------------------ | -------------------- | ---------------------------- | -------- |
| CS Mars Bischheim      | 2004             | 2004               | 3 (Gr B)             | Stade de Mars                | -        |
| COM Bagneux            | 1975             | 2003               | 4 (Gr A)             | Stade Omnisports             | -        |
| VGA Saint-Maur         | 1968             | 2004               | 4 (Gr B)             | Stade Adolphe-Chéron         | -        |
| FCF Nord Allier Yzeure | 1999             | 2006               | 5 (Gr B)             | Stade de Bellevue            | 2 164    |
| FCF Monteux            | 1981             | 1997               | 6 (Gr B)             | Stade Bertier                | -        |
| Aulnat Sportif         | -                | 2006               | 7 (Gr B)             | -                            | -        |
| Blanc-Mesnil SF        | -                | 2006               | 8 (Gr B)             | Stade Jean Bouin             | -        |
| ASPTT Albi             | -                | 2007               | D3                   | Stade Maurice Rigaud         | -        |
| AS Montigny            | 1985             | 2007               | D3                   | Centre sportif de la Couldre | 900      |
| ASC Saint-Apollinaire  | -                | 2007               | D3                   | -                            | -        |

## Compétition

### Classement
Le classement est calculé avec le barème de points suivant : une victoire vaut quatre points, le match nul deux et la défaite un.
Critères utilisés pour départager en cas d'égalité au classement :
1. classement aux points des matchs joués entre les clubs ex æquo ;
2. différence entre les buts marqués et les buts concédés par chacun d’eux au cours des matchs qui les ont opposés ;
3. différence entre les buts marqués et les buts concédés sur la totalité des matchs joués dans le championnat ;
4. plus grand nombre de buts marqués sur la totalité des matchs joués dans le championnat ;
5. en cas de nouvelle égalité, une rencontre supplémentaire aura lieu sur terrain neutre avec, éventuellement, l’épreuve des tirs au but.

Classement du Groupe A
| Rang | Équipe                  | Pts | J  | G  | N | P  | Bp | Bc | Diff |
| ---- | ----------------------- | --- | -- | -- | - | -- | -- | -- | ---- |
| 1    | FCF Condéen R           | 54  | 18 | 11 | 3 | 4  | 36 | 23 | +13  |
| 2    | CPBB Rennes             | 52  | 18 | 10 | 4 | 4  | 38 | 22 | +16  |
| 3    | Tours FC                | 52  | 18 | 10 | 4 | 4  | 35 | 15 | +20  |
| 4    | Le Mans UC              | 52  | 18 | 10 | 4 | 4  | 34 | 17 | +17  |
| 5    | US Gravelines P         | 50  | 18 | 8  | 8 | 2  | 35 | 22 | +13  |
| 6    | US Compiègne R          | 45  | 18 | 8  | 3 | 7  | 50 | 36 | +14  |
| 7    | ASF Les Verchers        | 41  | 18 | 7  | 2 | 9  | 26 | 37 | -11  |
| 8    | Saint-Herblain OC       | 30  | 18 | 3  | 3 | 12 | 22 | 49 | -27  |
| 9    | Saint-Memmie Olympique  | 28  | 18 | 3  | 4 | 11 | 12 | 31 | -19  |
| 10   | ES Cormelles-le-Royal P | 24  | 18 | 1  | 3 | 14 | 14 | 50 | -36  |

|  | Qualifié pour le tournoi final. |
|  | Relégué en Division 3. |
|  | R Relégué de Division 1 P Promu de Division 3. Pts points ; G victoires ; N match nuls ; P défaites Bp buts marqués ; Bc buts encaissés ; Diff différence de buts |

Classement du Groupe B
| Rang | Équipe                  | Pts | J  | G  | N | P  | Bp | Bc | Diff |
| ---- | ----------------------- | --- | -- | -- | - | -- | -- | -- | ---- |
| 1    | FCF Nord Allier Yzeure  | 67  | 18 | 16 | 1 | 1  | 64 | 22 | +42  |
| 2    | FCF Monteux             | 61  | 18 | 14 | 1 | 3  | 49 | 17 | +32  |
| 3    | CS Mars Bischheim       | 60  | 18 | 14 | 0 | 4  | 40 | 17 | +23  |
| 4    | ASPTT Albi P            | 50  | 18 | 10 | 2 | 6  | 50 | 31 | +19  |
| 5    | COM Bagneux             | 40  | 18 | 7  | 1 | 10 | 26 | 30 | -4   |
| 6    | Montigny AS P           | 39  | 18 | 6  | 3 | 9  | 30 | 36 | -6   |
| 7    | Aulnat Sportif          | 36  | 18 | 6  | 0 | 12 | 24 | 36 | -12  |
| 8    | ASC Saint-Apollinaire P | 32  | 18 | 5  | 2 | 11 | 23 | 34 | -11  |
| 9    | VGA Saint-Maur          | 31  | 18 | 4  | 1 | 13 | 15 | 43 | -28  |
| 10   | Blanc-Mesnil SF         | 25  | 18 | 2  | 1 | 15 | 15 | 70 | -55  |

|  | Qualifié pour le tournoi final. |
|  | Relégué en Division 3. |
|  | P Promu de Division 3. Pts points ; G victoires ; N match nuls ; P défaites Bp buts marqués ; Bc buts encaissés ; Diff différence de buts |

Nota :
1. ↑  Le Saint-Memmie Olympique a trois points de pénalité pour non-conformité avec le règlement de la FFF.
2. ↑  L'ASC Saint-Apollinaire a trois points de pénalité pour non-conformité avec le règlement de la FFF.

### Résultats
Groupe A
Source : Championnat de France de D2 2007-2008 - Groupe A - Calendrier, sur statsfootofeminin.fr
| Résultats (▼dom., ►ext.)                                   | Com | Con | Cor | Grav | Man | Ren | S-H | SMO | Tou | Ver |
| US Compiègne                                               |     | 2-1 | 8-0 | 2-3  | 4-4 | 4-1 | 5-0 | 5-0 | 1-2 | 3-2 |
| FCF Condéen                                                | 3-1 |     | 4-1 | 3-3  | 2-1 | 0-4 | 5-1 | 1-0 | 2-1 | 3-0 |
| ES Cormelles-le-Royal                                      | 3-3 | 1-2 |     | 0-4  | 0-5 | 1-6 | 4-3 | 0-1 | 0-2 | 1-2 |
| US Gravelines                                              | 1-1 | 2-2 | 1-0 |      | 1-1 | 1-0 | 3-1 | 0-0 | 3-3 | 5-1 |
| Le Mans UC                                                 | 2-0 | 1-2 | 3-0 | 3-0  |     | 0-0 | 1-1 | 2-0 | 1-0 | 1-0 |
| CPBB Rennes                                                | 3-2 | 1-1 | 3-2 | 1-2  | 1-0 |     | 5-2 | 2-1 | 1-0 | 2-1 |
| Saint-Herblain OC                                          | 0-4 | 0-3 | 1-0 | 0-4  | 1-2 | 1-1 |     | 4-3 | 1-1 | 3-1 |
| Saint-Memmie Olympique                                     | 1-3 | 0-1 | 1-1 | 1-1  | 1-3 | 0-4 | 1-0 |     | 0-1 | 1-1 |
| Tours FC                                                   | 8-1 | 1-0 | 0-0 | 2-0  | 1-0 | 1-1 | 4-2 | 0-1 |     | 3-1 |
| ASF Les Verchers                                           | 2-1 | 3-1 | 1-0 | 1-1  | 3-4 | 3-2 | 2-1 | 2-0 | 0-5 |     |
| - Victoire à domicile - Match nul - Victoire à l'extérieur |     |     |     |      |     |     |     |     |     |     |

Groupe B
Source : Championnat de France de D2 2007-2008 - Groupe B - Calendrier, sur statsfootofeminin.fr
| Résultats (▼dom., ►ext.)                                   | Alb | Aul | Bag | Bis | B-M  | Mon | Mon | S-A | S-M | Yze |
| ASPTT Albi                                                 |     | 3-0 | 3-0 | 3-0 | 10-1 | 3-4 | 0-4 | 2-1 | 0-1 | 2-4 |
| Aulnat Sportif                                             | 1-5 |     | 0-2 | 1-3 | 6-1  | 0-1 | 2-1 | 1-0 | 2-0 | 3-4 |
| COM Bagneux                                                | 1-4 | 3-0 |     | 1-0 | 1-0  | 1-4 | 1-2 | 3-0 | 4-0 | 1-2 |
| CS Mars Bischheim                                          | 2-0 | 3-0 | 4-0 |     | 3-0  | 0-4 | 4-3 | 1-0 | 3-0 | 3-2 |
| Blanc-Mesnil SF                                            | 1-3 | 1-4 | 3-1 | 0-3 |      | 0-3 | 1-5 | 0-3 | 1-4 | 1-5 |
| FCF Monteux                                                | 5-1 | 1-0 | 2-1 | 0-2 | 3-1  |     | 5-0 | 6-0 | 3-1 | 0-3 |
| AS Montigny                                                | 1-1 | 2-0 | 1-1 | 0-2 | 2-2  | 1-5 |     | 2-0 | 3-0 | 0-2 |
| ASC Saint-Apollinaire                                      | 1-2 | 5-1 | 0-2 | 0-4 | 3-0  | 0-0 | 5-1 |     | 1-1 | 0-5 |
| VGA Saint-Maur                                             | 1-5 | 0-3 | 2-1 | 1-2 | 1-2  | 0-1 | 1-0 | 1-3 |     | 1-7 |
| FCF Nord Allier Yzeure                                     | 3-3 | 1-0 | 3-2 | 2-1 | 10-0 | 3-2 | 4-2 | 2-1 | 2-0 |     |
| - Victoire à domicile - Match nul - Victoire à l'extérieur |     |     |     |     |      |     |     |     |     |     |

### Tournoi final
Le tournoi final du championnat oppose les deux meilleures équipes de chaque groupe lors d'un mini-tournoi à quatre. Les équipes affrontent une seule fois leurs trois adversaires selon un calendrier tiré aléatoirement. 
Le classement est calculé avec le barème de points suivant : une victoire vaut quatre points, le match nul deux et la défaite un.
Critères de départage en cas d'égalité au classement :
1. classement aux points des matchs joués entre les clubs ex æquo ;
2. différence entre les buts marqués et les buts concédés par chacun d’eux au cours des matchs qui les ont opposés ;
3. différence entre les buts marqués et les buts concédés sur la totalité des matchs joués dans le championnat ;
4. plus grand nombre de buts marqués sur la totalité des matchs joués dans le championnat ;
5. en cas de nouvelle égalité, une rencontre supplémentaire aura lieu sur terrain neutre avec, éventuellement, l’épreuve des tirs au but.

Classement
| Rang | Équipe                 | Pts | J | G | N | P | Bp | Bc | Diff |
| ---- | ---------------------- | --- | - | - | - | - | -- | -- | ---- |
| 1    | FCF Nord Allier Yzeure | 12  | 3 | 2 | 1 | 0 | 6  | 3  | +3   |
| 2    | FCF Condéen R          | 11  | 3 | 2 | 0 | 1 | 7  | 6  | +1   |
| 3    | CPBB Rennes            | 6   | 3 | 1 | 0 | 2 | 7  | 8  | -1   |
| 4    | FCF Monteux            | 4   | 3 | 0 | 1 | 2 | 2  | 5  | -3   |

|  | Promu en Division 1. |
|  | R Relégué de Division 1. Pts points ; G victoires ; N match nuls ; P défaites Bp buts marqués ; Bc buts encaissés ; Diff différence de buts |

Résultats

## Bilan de la saison
| Championnat de France féminin de football de deuxième division 2007-2008 |                                    |
| Champion                                                                 | FCF Nord Allier Yzeure (1er titre) |
| Promotions et relégations                                                |                                    |
| Promus en Division 1                                                     | FCF Nord Allier Yzeure             |
| Promus en Division 1                                                     | FCF Condéen                        |
| Relégués en Division 2                                                   | Évreux AC                          |
| Relégués en Division 2                                                   | ESOFV La Roche-sur-Yon             |

## Statistiques
Leaders du championnat
Évolution des classements
- Qualifié pour le Tournoi final du championnat.
- Relégué en Division 3.

| Club                   | 1  | 2  | 3  | 4  | 5  | 6  | 7  | 8  | 9  | 10 | 11 | 12 | 13 | 14 | 15 | 16 | 17 | 18 |
| ---------------------- | -- | -- | -- | -- | -- | -- | -- | -- | -- | -- | -- | -- | -- | -- | -- | -- | -- | -- |
| US Compiègne           | 8  | 5  | 5  | 5  | 5  | 6  | 6  | 6  | 6  | 6  | 6  | 6  | 6  | 6  | 6  | 6  | 6  | 6  |
| FCF Condéen            | 1  | 3  | 1  | 1  | 2  | 3  | 2  | 3  | 5  | 4  | 4  | 3  | 3  | 3  | 5  | 4  | 2  | 1  |
| ES Cormelles-le-Royal  | 9  | 7  | 7  | 8  | 8  | 9  | 10 | 10 | 10 | 10 | 10 | 10 | 10 | 10 | 10 | 10 | 10 | 10 |
| US Gravelines          | 4  | 4  | 4  | 3  | 3  | 4  | 3  | 2  | 2  | 2  | 2  | 2  | 2  | 1  | 1  | 5  | 3  | 5  |
| Le Mans UC             | 5  | 6  | 6  | 6  | 6  | 5  | 5  | 4  | 4  | 5  | 5  | 5  | 5  | 4  | 2  | 1  | 4  | 3  |
| CPBB Rennes            | 2  | 1  | 2  | 2  | 1  | 1  | 1  | 1  | 1  | 1  | 3  | 4  | 4  | 5  | 4  | 3  | 1  | 4  |
| Saint-Herblain OC      | 10 | 10 | 10 | 10 | 10 | 8  | 9  | 9  | 8  | 8  | 8  | 8  | 8  | 9  | 9  | 8  | 9  | 9  |
| Saint-Memmie Olympique | 6  | 8  | 8  | 9  | 9  | 10 | 7  | 8  | 9  | 9  | 9  | 9  | 9  | 8  | 8  | 9  | 8  | 8  |
| Tours FC               | 3  | 2  | 3  | 4  | 4  | 2  | 4  | 5  | 3  | 3  | 1  | 1  | 1  | 2  | 3  | 2  | 5  | 2  |
| ASF Les Verchers       | 7  | 9  | 9  | 7  | 7  | 7  | 8  | 7  | 7  | 7  | 7  | 7  | 7  | 7  | 7  | 7  | 7  | 7  |

| Club                   | 1  | 2  | 3  | 4  | 5  | 6  | 7  | 8  | 9  | 10 | 11 | 12 | 13 | 14 | 15 | 16 | 17 | 18 |
| ---------------------- | -- | -- | -- | -- | -- | -- | -- | -- | -- | -- | -- | -- | -- | -- | -- | -- | -- | -- |
| ASPTT Albi             | 7  | 4  | 4  | 3  | 3  | 4  | 3  | 3  | 3  | 3  | 3  | 4  | 4  | 4  | 4  | 4  | 4  | 4  |
| Aulnat Sportif         | 8  | 5  | 5  | 5  | 5  | 5  | 5  | 5  | 6  | 5  | 5  | 5  | 6  | 7  | 7  | 7  | 7  | 7  |
| COM Bagneux            | 3  | 6  | 6  | 8  | 8  | 8  | 6  | 7  | 5  | 6  | 7  | 7  | 5  | 6  | 5  | 6  | 6  | 5  |
| CS Mars Bischheim      | 2  | 2  | 2  | 2  | 2  | 2  | 2  | 2  | 2  | 2  | 2  | 3  | 3  | 3  | 2  | 3  | 3  | 3  |
| Blanc-Mesnil SF        | 9  | 9  | 10 | 10 | 9  | 6  | 7  | 9  | 10 | 10 | 10 | 10 | 10 | 10 | 10 | 10 | 10 | 10 |
| FCF Monteux            | 1  | 3  | 3  | 4  | 4  | 3  | 4  | 4  | 4  | 4  | 4  | 2  | 2  | 2  | 3  | 2  | 2  | 2  |
| AS Montigny            | 10 | 10 | 9  | 9  | 10 | 10 | 8  | 10 | 7  | 7  | 6  | 6  | 7  | 5  | 6  | 5  | 5  | 6  |
| ASC Saint-Apollinaire  | 5  | 7  | 7  | 6  | 6  | 7  | 9  | 6  | 8  | 8  | 8  | 8  | 8  | 9  | 9  | 8  | 8  | 8  |
| VGA Saint-Maur         | 6  | 8  | 8  | 7  | 7  | 9  | 10 | 8  | 9  | 9  | 9  | 9  | 9  | 8  | 8  | 9  | 9  | 9  |
| FCF Nord Allier Yzeure | 4  | 1  | 1  | 1  | 1  | 1  | 1  | 1  | 1  | 1  | 1  | 1  | 1  | 1  | 1  | 1  | 1  | 1  |

Moyennes de buts marqués par journée
Ce graphique représente le nombre de buts marqués lors de chaque journée pour le groupe A. Il est également indiqué la moyenne total sur la saison qui est de 16,77 buts/journée.
Ce graphique représente le nombre de buts marqués lors de chaque journée pour le groupe B. Il est également indiqué la moyenne total sur la saison qui est de 18,66 buts/journée.
| Cls | Joueuse           | Club              | Buts |
| --- | ----------------- | ----------------- | ---- |
| 1   | Gaëtane Thiney    | US Compiègne      | 20   |
| 2   | Gwenaëlle Migot   | CPBB Rennes       | 18   |
| 3   | Christania Mbida  | US Compiègne      | 16   |
| 4   | Catherine Mouillé | Saint-Herblain OC | 12   |
| 5   | Julie Fermier     | ASF Les Verchers  | 10   |
| 5   | Charlène Karsenti | Tours FC          | 10   |
| 5   | Julie Machart     | US Gravelines     | 10   |
| 7   | 3 joueuses        | 3 joueuses        | 9    |
| 10  | 1 joueuse         | 1 joueuse         | 8    |
| 11  | 1 joueuse         | 1 joueuse         | 7    |
| 12  | 3 joueuses        | 3 joueuses        | 6    |
| 15  | 5 joueuses        | 5 joueuses        | 5    |
| 20  | 3 joueuses        | 3 joueuses        | 4    |
| 23  | 12 joueuses       | 12 joueuses       | 3    |
| 35  | 23 joueuses       | 23 joueuses       | 2    |
| 58  | 26 joueuses       | 26 joueuses       | 1    |

| Cls | Joueuse               | Club                   | Buts |
| --- | --------------------- | ---------------------- | ---- |
| 1   | Lilas Traïkia         | ASPTT Albi             | 21   |
| 2   | Cynthia Gueheo-Djetou | FCF Nord Allier Yzeure | 17   |
| 3   | Julie Berger          | FCF Nord Allier Yzeure | 14   |
| 4   | Sidonie Demarle       | FCF Monteux            | 12   |
| 5   | Laury Jesus           | Aulnat Sportif         | 10   |
| 5   | Charlotte Peslerbe    | AS Montigny            | 10   |
| 5   | Samira Tebbi          | FCF Monteux            | 10   |
| 8   | Émilie Pellegrin      | FCF Monteux            | 9    |
| 8   | Anne Sirot            | FCF Nord Allier Yzeure | 9    |
| 7   | 3 joueuses            | 3 joueuses             | 8    |
| 10  | 2 joueuses            | 2 joueuses             | 7    |
| 12  | 3 joueuses            | 3 joueuses             | 6    |
| 15  | 3 joueuses            | 3 joueuses             | 5    |
| 18  | 8 joueuses            | 8 joueuses             | 4    |
| 26  | 12 joueuses           | 12 joueuses            | 3    |
| 38  | 18 joueuses           | 18 joueuses            | 2    |
| 56  | 41 joueuses           | 41 joueuses            | 1    |